# Danmarksturneringen i atletik 2010
Danmarksturneringen i atletik 2010 eller Landsturneringen i atletik 2010 er Dansk Atletik Forbunds danske mesterskab for klubhold. 
Danmarksturneringens finale 2010 afvikledes 11. september på Hvidovre Stadion med Hvidovre AM som arrangør. Det blev till dobbeltsejr til Sparta Atletik for 13. år i træk, mændens sejr var den 25. i træk.  

## Resultatet i elitedivisionen, 2010

### Mænd
- Guld Sparta Atletik 127½ p
- Sølv Hvidovre AM 80½ p
- Bronze Skive AM 69½ p
- 4 Århus 1900 68½p
- 5 Københavns IF 66½p
- 6 OA/OGF 47½p

### Kvinder
- Guld  Sparta Atletik 114 p
- Sølv  Århus 1900 87 p
- Bronze Silkeborg AK 77 72½ p
- 4  Amager AC 60 p
- 5  Helsingør IF 55½ p
- 6  OA/OGF 50½ p